# Ziya Gökalp
Mehmed Ziya Gökalp, oftest blot Ziya Gökalp, (født 23. marts 1875 i Diyarbakır, død 25. oktober 1924 i Istanbul) var en tyrkisk lyriker og sociolog. Han var en af de ledende ungtyrkere og en grundlæggende teoretiker i den stærkt nationalistiske pantyrkiske rørelse kaldet turanisme.

## Forfatterskab
- Kızıl Elma (Det røde æble; Istanbul 1330/ 1914)
- Türkleşmek, İslamlaşmak, Muasırlaşmak (Tyrkisering, Islamisering, Modernisering; Istanbul 1918)
- Yeni Hayat (Nyt liv; Istanbul 1918)
- Altın Işık (Gyldent lys; Istanbul 1339/ 1923)
- Türk Töresi (Tyrkisk tradition; 1923)
- Doğru Yol (Den rigtige vej; 1923)
- Türkçülüğün Esasları (Grundlaget for Tyrkismen; Ankara 1339/ 1923)
- Türk Medeniyet Tarihi (Den tyrkiske civilisations historie, posthumt udgivet 1926)